# Дапаон
Дапаон (на френски: Dapaong) е град в северна Того. Административен център на регион Саван и префектура Тоне. Населението на града през 2013 година е 55 954 души.

## Побратимени градове
- Исси-ле-Мулино, Франция